# Batur
Pour les articles homonymes, voir Batur (homonymie).
Ne doit pas être confondu avec Mont Batur.
Le Batur, en indonésien Gunung Batur, est un volcan d'Indonésie situé dans le nord de l'île de Bali.

## Géographie

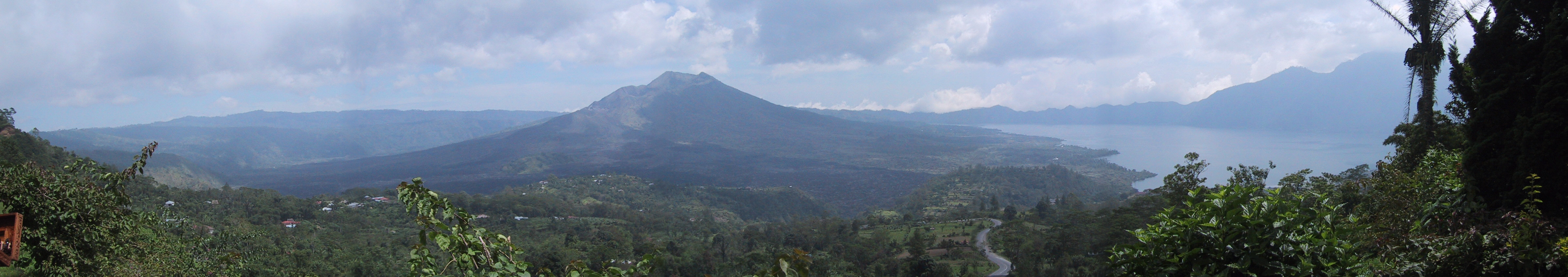
Panorama du Batur avec le lac Batur dans la caldeira du volcan.

Ce volcan est constitué d'une vaste caldeira dont le rebord culmine au mont Abang à 2 152 mètres d'altitude. L'intérieur de la dépression, dont le fond est occupé au sud-est par le lac Batur, comporte plusieurs cônes volcaniques dont le mont Batur en lui-même qui s'élève à 1 717 mètres d'altitude.

## Histoire
La première éruption historiquement datée remonte à 1804 ; depuis, 24 autres sont survenues, dont la dernière du 15 mars 1999 à juin 2000.
Une violente éruption du volcan en 1917 fait des milliers de morts et détruit plus de 60 000 maisons et 2 000 temples. Le village de Batur, situé au fond de la caldeira, est rayé de la carte mais la lave s'arrêta à l'entrée du temple du village. Croyant à un signe, les habitants reconstruisent le village, de nouveau rasé au cours d'une éruption qui épargne elle-aussi le temple. L'administration coloniale néerlandaise ayant anticipé l'évènement, il y eut très peu de morts. Le village est depuis situé sur le rebord extérieur de la caldeira et le pura Ulun Danu a été déplacé non loin de là.[réf. nécessaire]

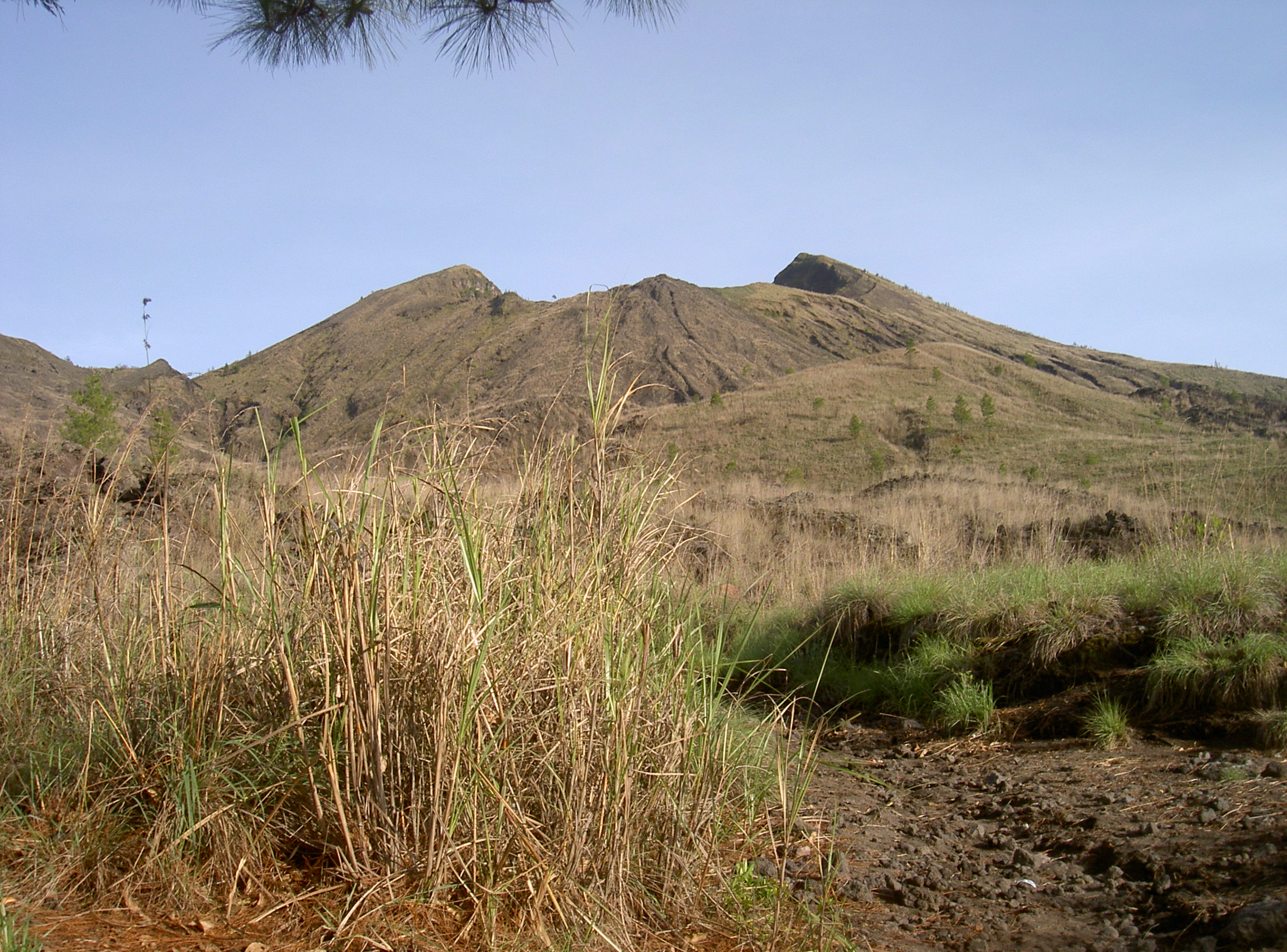
Vue du cratère du mont Batur en décembre 2008
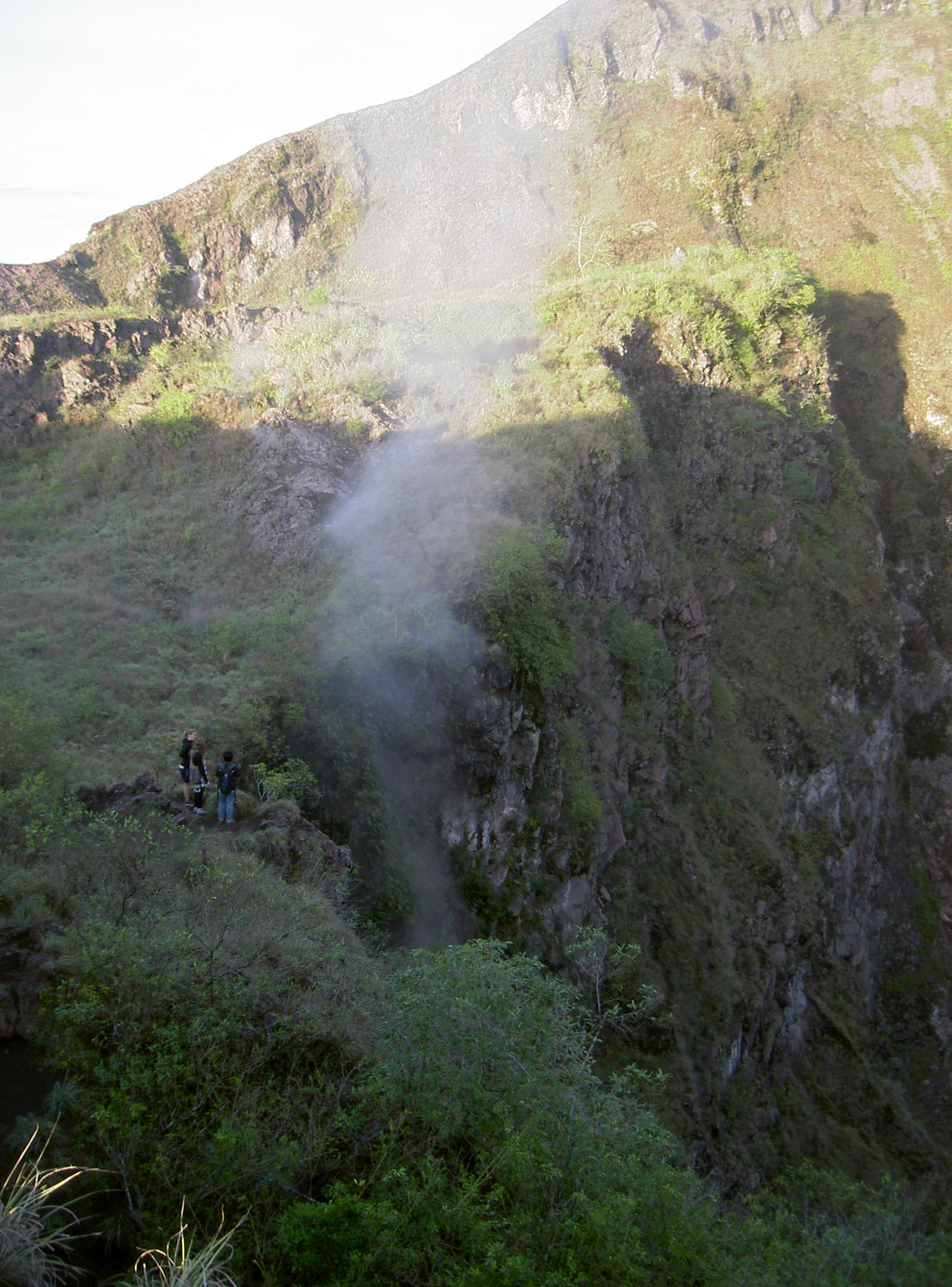
Fumerole sur le mont Batur en décembre 2008
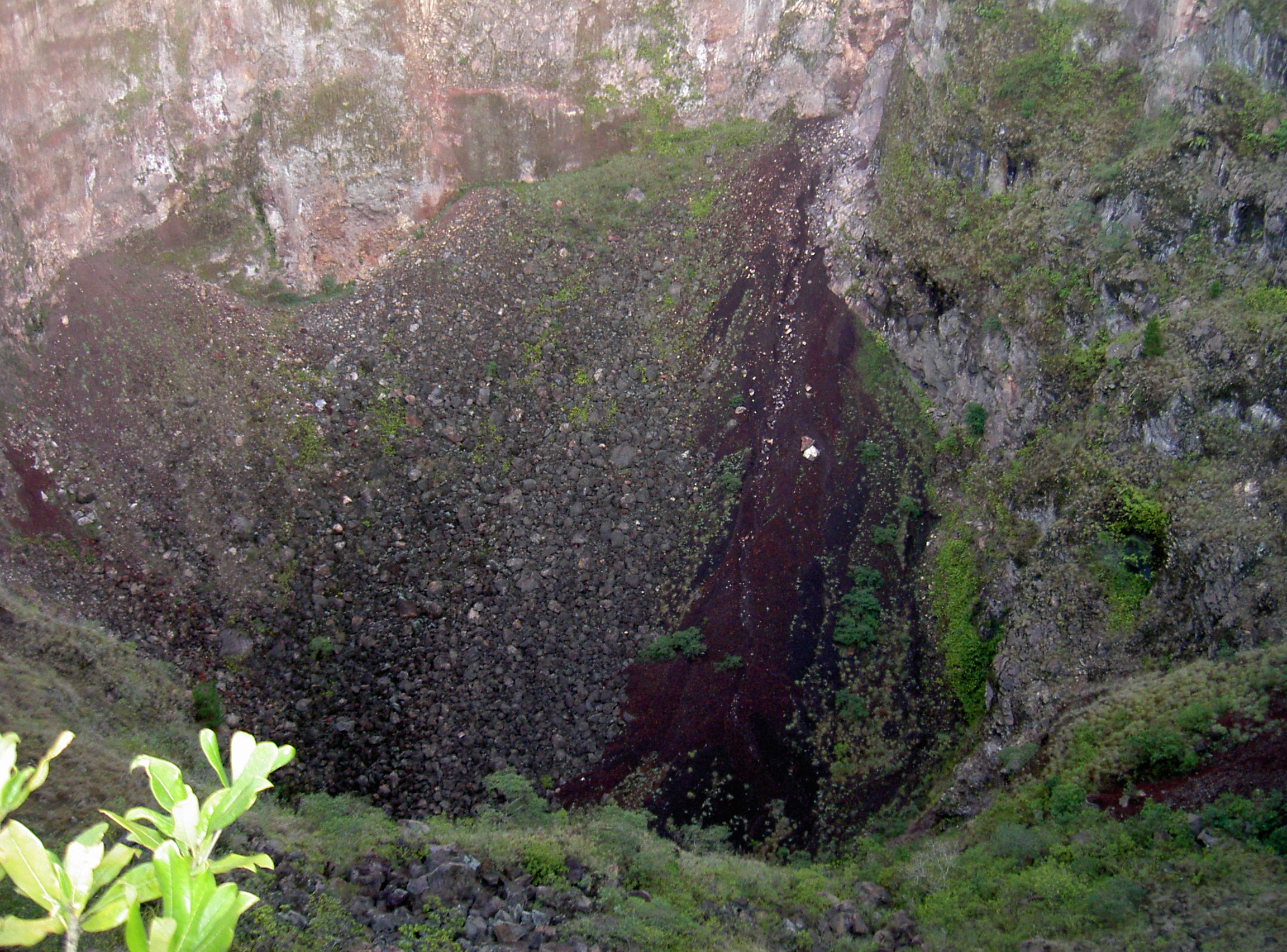
Fond du cratère du mont Batur en décembre 2008